# Кров, піт і сльози
«Кров, піт і сльози» (дослівно «Кров, важка праця, сльози і піт», англ. Blood, toil, tears, and sweat) — промова Вінстона Черчилля, виголошена ним 13 травня 1940 року перед палатою громад. Це була його перша промова в ролі прем'єр-міністра після вступу Великої Британії у Другу світову війну.

## Передісторія
Велика Британія офіційно вступила у війну 3 вересня 1939 року після вторгнення Німеччини в Польщу. У той же день Вінстону Черчиллю було запропоновано зайняти посаду Першого Лорда Адміралтейства в уряді Чемберлена. 8 травня 1940, незважаючи на отриманий формальний вотум довіри, Чемберлен вирішив подати у відставку, у зв'язку з гострою критикою, якої зазнала політика кабінету, і невеликою (81 голос) перевагою при голосуванні. Найвірогіднішими кандидатами вважалися Черчилль і лорд Галіфакс. 9 травня на зустрічі, в якій взяли участь Чемберлен, Черчилль, лорд Галіфакс і парламентський координатор уряду Дейвід Маргессон, Галіфакс відмовився від посади, і 10 травня 1940 року Георг VI офіційно призначив Черчилля прем'єр-міністром.
Черчилль був сповнений рішучості продовжувати війну до перемоги, незважаючи на те, що ряд членів його кабінету, включаючи міністра закордонних справ лорда Галіфакса, виступали за спробу досягнення угод з гітлерівською Німеччиною. 13 травня 1940 року він виступив з промовою в Палаті громад, позначивши свою подальшу політику.

## Текст промови
Нижче наведено витяг з заключної частини промови.
To form an Administration of this scale and complexity is a serious undertaking in itself, but it must be remembered that we are in the preliminary stage of one of the greatest battles in history, that we are in action at many other points in Norway and in Holland, that we have to be prepared in the Mediterranean, that the air battle is continuous and that many preparations, such as have been indicated by my hon. Friend below the Gangway, have to be made here at home. In this crisis I hope I may be pardoned if I do not address the House at any length today. I hope that any of my friends and colleagues, or former colleagues, who are affected by the political reconstruction, will make allowance, all allowance, for any lack of ceremony with which it has been necessary to act. I would say to the House, as I said to those who have joined this government: "I have nothing to offer but blood, toil, tears and sweat."
Цитується по: Blood, Toil, Tears and Sweat. The Churchill Center. Архів оригіналу за 23 березня 2017. Процитовано 8 березня 2020.

Існує аудіоверсія промови Черчилля, що дещо відрізняється від наведеної вище стенограми. Зокрема, відсутня наступна вступна частина:
I beg to move,

That this House welcomes the formation of a Government representing the united and inflexible resolve of the nation to prosecute the war with Germany to a victorious conclusion.

## Додаткові відомості
Промова «Кров, піт і сльози» є першою з трьох промов, виголошених Вінстоном Черчиллем перед парламентом Великої Британії під час Французької кампанії країн «осі». 4 червня 1940 року він виступив з другої промовою, «Ми будемо битися на пляжах» (англ. We shall fight on the beaches), а 18 червня — з промовою «Їх зоряний час» (англ. Their Finest Hour). Остання вважається серед них найяскравішою.
Вираз, прийнятий в якості заголовка промови, у різних формах зустрічався й раніше. Наприклад, фразу «потом і кров'ю» використовував Цицерон, схожі рядки зустрічаються і в поемі 1611 року Джона Донна, і у Байрона, і неодноразово у самого Черчилля, наприклад, у статті, присвяченій війні в Іспанії. Джон Лукаш припускає, що Черчилль запозичив фразу у Гарібальді, біографію якого збирався написати в молодості, а Мартін Вокер називає її прямим цитуванням промови Теодора Рузвельта перед курсантами Військово-морського коледжу 2 червня 1897 року.